# Corynactis delawarei
Corynactis delawarei är en korallart som beskrevs av Widersten 1976. Corynactis delawarei ingår i släktet Corynactis och familjen Corallimorphidae. Inga underarter finns listade i Catalogue of Life.